# 옥정포천선
옥정포천선은 서울 도시철도 연장 및 광역철도 추진 원칙에 따라 서울 지하철 7호선의 연장이 아닌 별도의 전철로 추진중인 양주시와 포천시의 철도 노선으로 경원선 연계를 위해 옥정역에서 양주시 1호선 역까지 추가연장을 추진중인 노선이다.